# 村田幸子
村田 幸子（むらた さちこ、1940年5月14日 - ）は、福祉ジャーナリスト、アナウンサー。
NHKのアナウンサーおよび解説委員を歴任。NHK退職後、福祉問題を専門に取材活動を続けている。

## 略歴
- 実践女子学園高等学校、1963年3月、立教大学文学部英米文学科卒業後、同年4月、NHKにアナウンサーとして入局[2]。
- アナウンサー時代は主としてNHKニュースワイド、NHKニュース (午後7時)など報道番組のキャスター・レポーターとして活動した[2]。
- 1990年の定期異動により解説委員に転向し、福祉・厚生問題を中心に取材[2]。
- 2003年退局。以後は福祉ジャーナリストとして講演・取材活動を行う[2]。

## 出演番組
- ばらえてい テレビファソラシド（1980年2月まで不定期出演）
- ニュースと解説
- ラジオ深夜便「暮らしすこやか」（第1週を除く毎週火曜日24時台　不定期で「高齢者の福祉情報」と題した講義を担当）